# Heusden Koers 1929
De 1e editie van de Belgische wielerwedstrijd Heusden Koers werd verreden op 18 augustus 1929. De start en finish vonden plaats in Heusden. De winnaar was Alfred Hamerlinck, gevolgd door Alexander Maes en Frans Bonduel.

## Uitslag
| Heusden Koers 1929 |                   |                           |       |
| Plaats             | Naam              | Ploeg                     | Tijd  |
| Winnaar            | Alfred Hamerlinck | Génial Lucifer-Hutchinson | 3u16' |
| 2                  | Alexander Maes    |                           |       |
| 3                  | Frans Bonduel     | Dilecta-Wolber            |       |

1929 · 1930-1935 · 1936 · 1937 · 1938 · 1939 · 1952 · 1953 · 1954 · 1955 · 1956 · 1957 · 1958 · 1959 · 1960 · 1961 · 1962 · 1963 · 1964 · 1965 · 1966 · 1967 · 1968 · 1969 · 1970 · 1971 · 1972 · 1973 · 1974 · 1975 · 1976 · 1977 · 1978 · 1979 · 1980 · 1981 · 1982 · 1983 · 1984 · 1985 · 1986 · 1987 · 1988 · 1989 · 1990 · 1991 · 1992 · 1993 · 1994 · 1995 · 1996 · 1997 · 1998 · 1999 · 2000 · 2001 · 2002 · 2003 · 2004 · 2005 · 2006 · 2007 · 2008 · 2009 · 2010 · 2011 · 2012 · 2013 · 2014 · 2015 · 2016 · 2017 · 2018 · 2019 · 2020 · 2021 · 2022 · 2023